# Resolució 157 del Consell de Seguretat de les Nacions Unides
La Resolució 157 del Consell de Seguretat de les Nacions Unides, aprovada el 14 de setembre de 1960, després d'una discussió sobre la crisi del Congo va provocar la falta d'unanimitat del seu membres permanents i va impedir que exercís la seva responsabilitat principal per al manteniment de la pau i la seguretat internacionals, el Consell va decidir convocar un període extraordinari de sessions d'emergència de l'Assemblea General de les Nacions Unides per fer les recomanacions pertinents.
La resolució 157 va ser adoptada amb vuit vots contra dos (República Popular de Polònia i Unió Soviètica) i una abstenció de França.